# Lista siturilor arheologice din județul Bistrița-Năsăud - Z
Lista siturilor arheologice din județul Bistrița-Năsăud - Z conține toate siturile arheologice din județul Bistrița-Năsăud înscrise în Repertoriul Arheologic Național (RAN) și aflate în localități al căror nume începe cu litera Z. RAN este administrat de Ministerul Culturii și Patrimoniului Național și cuprinde date științifice, cartografice, topografice, imagini și planuri, precum și orice alte informații privitoare la zonele cu potențial arheologic, studiate sau nu, încă existente sau dispărute.
Puteți căuta un sit din localitățile care încep cu litera Z folosind formularul de mai jos sau puteți naviga prin toate siturile din județ la Lista siturilor arheologice din județul Bistrița-Năsăud.
| Cod RAN                                  | Denumire | Localitate                             | Adresă            | Datare                | Descoperit | Coordonate | Imagine           | Erori            |
| ---------------------------------------- | --- | -------------------------------------- | ----------------- | --------------------- | ---------- | ---------- | ----------------- | ---------------- |
| 35438.01.01 (Cod LMI: BN-I-m-B-01440.01) | Turnul roman de la Zagra - "Vârful Zgăului" / ansamblu Turn roman (Categorie: fortificație) (Tip: Turn)          | sat Zagra, comuna Zagra                | Vârful Zgăului    | romană sec. II -III   |            |            | Încărcați imagine | Raportați eroare |
| 35438.02.01 (Cod LMI: BN-I-m-B-01440.02) | Turnul roman de la Zagra - "Vârful Colnicului" / ansamblu Turn roman (Categorie: fortificație) (Tip: Turn)       | sat Zagra, comuna Zagra                | Vârful Colnicului | romană sec. II - IIII |            |            | Încărcați imagine | Raportați eroare |
| 35438.03.01 (Cod LMI: BN-I-m-B-01440.03) | Turnul roman de la Zagra - "Dealul Belei" / ansamblu Turn roman (Categorie: fortificație) (Tip: Turn)            | sat Zagra, comuna Zagra                | Dealul Belei      | romană sec. II - III  |            |            | Încărcați imagine | Raportați eroare |
| 34538.01.01 (Cod LMI: BN-I-m-B-01443.02) | Situl arheologic de la Zoreni - "La Curte" / ansamblu anonim (Categorie: locuire civilă) (Tip: Așezare)          | sat Zoreni, comuna Sânmihaiu de Câmpie | La Curte          |                       |            |            | Încărcați imagine | Raportați eroare |
| 34538.01.02 (Cod LMI: BN-I-m-B-01443.01) | Situl arheologic de la Zoreni - "La Curte" / ansamblu anonim (Categorie: locuire civilă) (Tip: Așezare)          | sat Zoreni, comuna Sânmihaiu de Câmpie | La Curte          | sec. II - III         |            |            | Încărcați imagine | Raportați eroare |
| 34538.02.01 (Cod LMI: BN-I-s-B-01444)    | Așezarea hallstattiană de la Zoreni - "După coastă" / ansamblu anonim (Categorie: locuire civilă) (Tip: Așezare) | sat Zoreni, comuna Sânmihaiu de Câmpie | După coastă       |                       |            |            | Încărcați imagine | Raportați eroare |